# وورزی
واوکسرزیس (به فرانسوی: Vauxrezis) یک کمون در فرانسه است که در پیکاردی واقع شده‌است.

## خصوصیات
واوکسرزیس ۶٫۵۴ کیلومترمربع مساحت و ۳۲۹ نفر جمعیت دارد و ۷۰ متر بالاتر از سطح دریا واقع شده‌است.